# 干盖菇属
干盖菇属（学名：Xeroceps）是红菇目下的一个属。科的地位未定。

## 下属物种
本属包括以下物种：
- 干盖菇 Xeroceps skamania (Murrill) Audet
- 云南干盖菇 Xeroceps yunnanensis (H.D.Zheng & P.G.Liu) Audet